# Несадна
Несадна (пол. Niesadna) — село в Польщі, у гміні Пілява Ґарволінського повіту Мазовецького воєводства.
Населення — 322 особи (2011).
У 1975-1998 роках село належало до Седлецького воєводства.

## Демографія
Демографічна структура станом на 31 березня 2011 року:
|          | Загалом | Допрацездатний вік | Працездатний вік | Постпрацездатний вік |
| -------- | ------- | ------------------ | ---------------- | -------------------- |
| Чоловіки | 166     | 47                 | 102              | 17                   |
| Жінки    | 156     | 33                 | 80               | 43                   |
| Разом    | 322     | 80                 | 182              | 60                   |